# Martha Roby
Pour les articles homonymes, voir Roby.
Martha Dubina Roby, née le 26 juillet 1976 à Montgomery dans l'Alabama, est une femme politique américaine membre du Parti républicain.

## Biographie
Diplômée en musique de l'université de New York et en droit de l'université Samford, elle entre au conseil municipal de Montgomery en 2003.
En 2010, elle se présente à la Chambre des représentants des États-Unis dans le 2e district de l'Alabama. Elle arrive en tête du premier tour de la primaire républicaine avec 49 % des voix et remporte le second tour avec 60 % des suffrages face au candidat du Tea Party Rick Barber. Lors de l'élection générale, elle affronte le démocrate conservateur Bobby Bright, élu en 2008 dans un district historiquement républicain qui votait parallèlement à 63 % pour John McCain,. Dans un contexte national de vague républicaine, elle est élue avec 51 % des voix face au démocrate sortant. Elle est avec la démocrate Terri Sewell, élue la même année, la première femme que l'Alabama envoie à la Chambre lors d'élections ordinaires.
Roby est réélue avec 63,6 % des suffrages en 2012 et 67,3 % en 2014.
Elle est candidate à nouveau mandat en 2016. Elle remporte la primaire républicaine face à une opposante du Tea Party, Becky Gerritson, qu'elle devance de près de 40 points. En octobre, après la diffusion d'une vidéo où Donald Trump tient des propos controversés, elle retire son soutien au candidat républicain à l'élection présidentielle. Son adversaire de la primaire appelle alors les électeurs à inscrire son nom sur les bulletins plutôt que de voter pour Roby. Le 8 novembre, Roby n'est réélue qu'avec 48 % des suffrages devant le démocrate Nathan Mathis (40,5 %) et 11 % de bulletins write-in, dont une grande partie est au nom de Gerritson,.
Deux ans plus tard, elle rencontre une forte opposition lors de la primaire républicaine. À l'issue du premier tour, elle ne rassemble que 39 % des voix et se retrouve confrontée à un second tour face à son prédécesseur démocrate devenu républicain, Bobby Bright (à 29 %). Roby reçoit cependant le soutien de Donald Trump entre les deux tours et attaque Bright pour son passé de démocrate. Elle remporte facilement le second tour de la primaire avec environ deux tiers des voix. Elle est réélue sans difficulté en novembre 2018, rassemblant plus de 60 % des suffrages face à la démocrate Tabitha Isner.
En juillet 2019, elle annonce ne pas être candidate à un nouveau mandat en 2020. À 43 ans, elle est pourtant l'un des plus jeunes élus républicains du Congrès et l'une des rares femmes républicaines (13) à la Chambre des représentants.